# جون إل. غروف
جون إل. غروف (بالإنجليزية: John L. Grove)‏ هو شخصية أعمال أمريكي، ولد في 26 يناير 1921 في مقاطعة فرانكلين في الولايات المتحدة، وتوفي في 16 يونيو 2003.